# RKO Pictures
RKO Pictures (coneguda en el seu origen com RKO Radio Pictures, Inc.) és una companyia cinematogràfica estatunidenca, considerada un dels cinc grans estudis de l'època daurada de Hollywood. Es va fundar l'octubre de 1928, producte de la fusió del circuit de teatre de Keith-Albee-Orpheum (KAO) (1882) i els estudis Film Booking Offices of America (FBO) de Joseph P. Kennedy (1917) sota el control de Radio Corporation of America (RCA) (1909).
Inicialment, la RKO va destacar per produccions musicals, amb les grans estrelles del gènere del moment: Fred Astaire i Ginger Rogers. Posteriorment, els actors més destacats van ser Katharine Hepburn i, finalment, Robert Mitchum; sense oblidar a Cary Grant, un dels més veterans «fitxatges» de la companyia. Altres personalitats destacades van ser: Val Lewton, director de pel·lícules de terror de baix pressupost, i Orson Welles, que va llançar alguns dels seus grans èxits amb aquests estudis, com Ciutadà Kane. RKO també va ser responsable de coproduccions com Que bonic que és viure i Notorious. A part, va distribuir moltes pel·lícules del productor d'animació Walt Disney (des del 1937 fins a mitjan anys 1950) i del productor independent Samuel Goldwyn.
Howard Hughes es va fer càrrec de RKO el 1948. Després d'anys de desordre i caiguda sota mans seves, l'any 1955, els estudis van ser adquirits per la General Tire and Rubber Company. La RKO Pictures original va deixar de produir pel·lícules el 1957 i es va dissoldre dos anys més tard. L'any 1981, l'emissora RKO General, l'hereu corporatiu, la va reactivar com a filial de producció sota el nom RKO Pictures Inc. El 1989 es van vendre els drets de les marques registrades i de remake als nous propietaris. Actualment, RKO Pictures LLC és una petita empresa independent.

## Origen de l'empresa
L'octubre del 1927, Warner Bros. va estrenar The Jazz Singer, la primera pel·lícula sonora. El seu èxit va portar a Hollywood la conversió del cinema mut a sonor en massa. Radio Corporation of America (RCA) controlava un sistema avançat d'enregistrament òptic de sound-on-film, el Photophone. Un sistema que havia estat desenvolupat recentment per General Electric, l'empresa matriu de RCA. Tot i això, les seves esperances d'unir-se al boom de les pel·lícules sonores va tenir un obstacle important: Warner Bros. i Fox, l'altre estudi de so d'avantguarda de Hollywood ja estaven alineades econòmicament i tecnològicament amb ERPI, filial de la divisió AT&T's Western Electric. Les dues companyies més importants del sector, Paramount i Loews/MGM, amb altres dos grans estudis, Universal i First National també van estar disposats a contractar ERPI per realitzar la conversió al cinema sonor.
En cerca d'un client pel Photophone, al final del 1927, David Sarnoff, el gerent general de RCA, es va apropar a Joseph P. Kennedy per utilitzar el seu sistema amb el petit estudi de Kennedy, Film Booking Offices of America (FBO). Les negociacions van donar com a resultat que la General Electric adquirís un interès en FBO. Sarnoff ja havia reeixit a concebre un pla perquè la companyia aconseguís una posició central en la indústria cinematogràfica que va maximitzar els ingressos del Photophone. Seguidament, Kennedy va voler adquirir una sèrie de sales d'exhibició (com aquelles que tenien les principals empreses de producció de Hollywood). Paral·lelment, el gran conjunt de teatres de Keith-Albee-Orpheum (KAO) intentava fer una transició cap al negoci del cinema. A mitjan 1927, les operacions cinematogràfiques de Pathé i Cecil B. De Mille s'havien unit sota la direcció de la KAO. A principi de 1928, el gerent general de la KAO, John J. Murdock (que havia assumit la presidència de Pathé), es va dirigir a Kennedy com a assessor amb l'objectiu de consolidar l'estudi amb l'empresa de De Mille, Producers Distributing Corporation.
El 23 d'octubre de 1928, RCA va anunciar la creació del hòlding Radio-Keith-Orpheum Corp., amb Sarnoff com a president de consell. Kennedy es va retirar dels càrrecs executius de les empreses fusionades i va mantenir Pathé separada de RKO sota el seu control personal. RCA posseïa una part de les accions de RKO, uns 22 per cent (a principi de la dècada de 1930 va augmentar fins al 60 per cent). El 25 de gener de 1929, el nou sector productiu de l'empresa, presidida per l'exvicepresident de la FBO, Joseph I. Schnitzer, es va presentar sota el nom de RKO Productions Inc. Una setmana més tard, va presentar la marca registrada «Radio Pictures». Kennedy, buscant de sortir del negoci cinematogràfic, va aconseguir a final de 1930 que RKO comprès Pathé. El 29 de gener de 1931, Pathé es va fusionar amb RKO.

## Estudi a l'edat daurada

### Primers anys

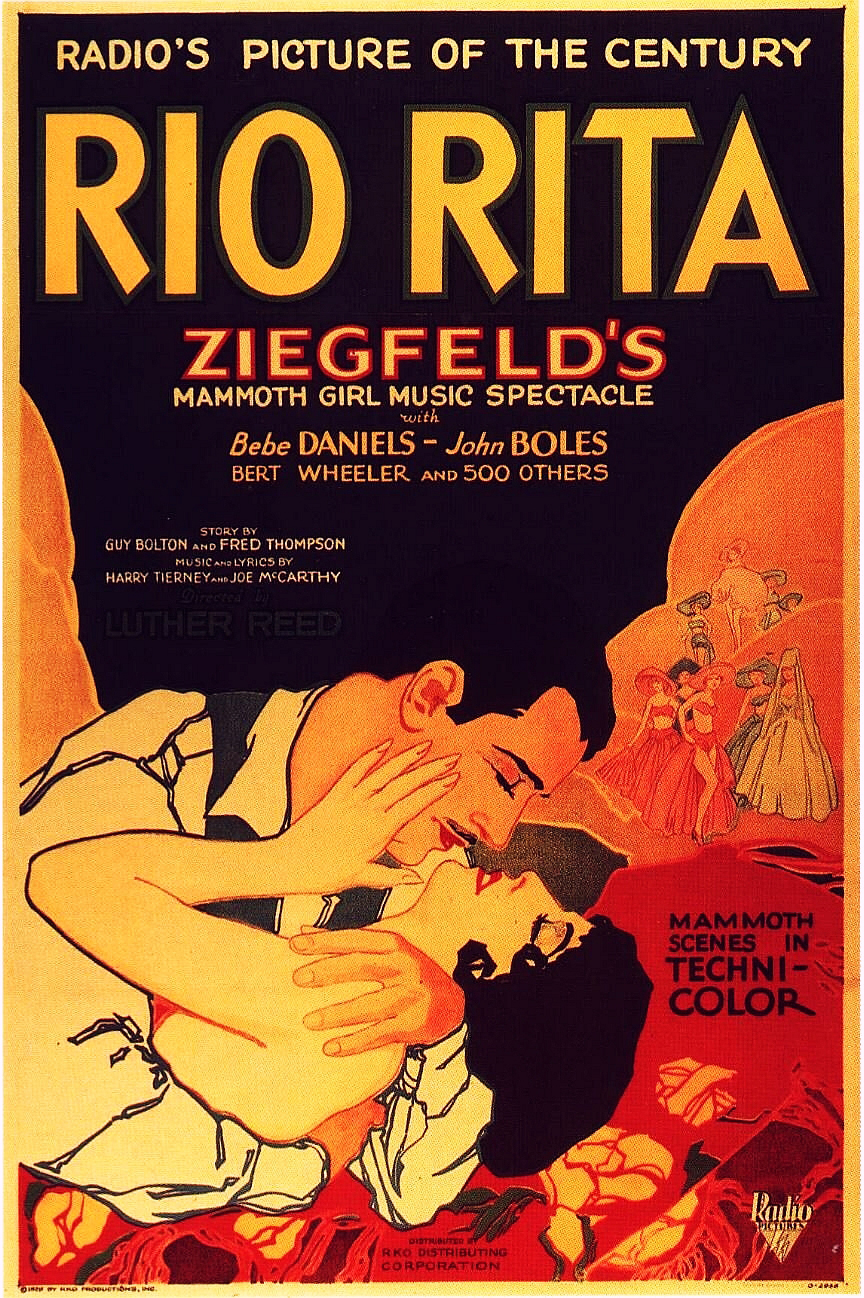
Rio Rita (1929), primer èxit de RKO

RKO va començar la seva producció a una petita instal·lació de FBO compartida amb Pathé a la ciutat de Nova York, mentre que el principal estudi d'FBO a Hollywood es va reparava tecnològicament. William LeBaron estava a càrrec de la producció, (ja havia ocupat la mateixa posició a FBO). Els dos llançaments inicials de la nova companyia van ser musicals: Syncopation, un melodrama que es va acabar de rodar abans que FBO es reincorporés amb RKO. La pel·lícula es va estrenar el 29 de març de 1929. La comèdia Street Girl es va estrenar el 30 de juliol. Aquesta va ser considerada com la primera producció oficial de RKO rodada a Hollywood. Va haver-hi una sèrie de pel·lícules no musicals, però el primer gran èxit dels estudis va ser un musical. RKO va gastar molts diners a Rio Rita, la qual incloïa seqüències en Technicolor. Presentada a la crítica al setembre, va ser nomenada una de les deu millors pel·lícules de l'any per part del diari Film Daily. L'historiador de cinema, Richard Barrios ho acredita com «la primera edat de musicals de Broadway filmats». A final d'any, RKO disposava d'una instal·lació de producció addicional: s'havien adquirit aproximadament dos milions de metres quadrats a prop de la vall de San Fernando per tal de poder filmar exteriors i conjunts de gran escala.
RKO va llançar un catàleg de dotze pel·lícules durant el seu primer any. L'any 1930, aquesta xifra es va més que doblar cap a 29 produccions. Inicialment, RKO Productions i RKO Distributing estaven organitzades com a diferents entitats empresarials. Al juliol, l'estudi va iniciar el procés de fusió cap a RKO Radio Pictures Inc. Animats per l'èxit de Rio Rita, RKO va produir diversos musicals molt costosos, els quals incorporaven seqüències Technicolor. Entre aquests estaven Dixiana i Hit the Deck, ambdós guionitzats i dirigits per Luther Reed. Seguint l'exemple dels altres grans estudis, RKO va planejar crear la seva pròpia revista musical, Radio Revels. Va ser promoguda com la producció més extravagant de l'estudi que s'havia filmat totalment en Technicolor. El projecte, però, va ser abandonat perquè l'interès del públic per als musicals va disminuir amb el pas del temps. L'any 1929, Hollywood va produir més d'una seixantena de musicals i més de vuitanta l'any següent. Aquest nombre, l'any 1931, es va reduir a només onze. RKO encara tenia un contracte amb Technicolor per produir més pel·lícules amb el seu sistema. El públic havia arribat a associar el color amb el gènere musical, el que encra complicava la situació. Comformement al contracte, RKO va produir dues pel·lícules en Technicolor, The Runaround i Fanny Foley Herself (ambdues estrenades el 1931), sense seqüències musicals. Cap de les dues va ser un èxit.
Tot i quan l'economia nord-americana va caure durant el crac del 29, RKO havia continuat comprant teatre rere teatre per tal que s'incorporessin a la seva cadena de sales de projecció. L'octubre de 1930, va comprar el 50% dels estudis de Van Beuren a Nova York, especialitzats en dibuixos animats i curtmetratges. Aviat, el calendari de produccions superava les quaranta pel·lícules a l'any, totes publicades sota el nom de Radio Pictures i, després de la fusió de l'any 1931, RKO Pathé. Cimarron, produïda pel mateix LeBaron, va ser l'única producció de RKO que va guanyar l'Oscar a la millor pel·lícula. No obstant això, RKO va perdre diners a causa del fet que havia tingut un pressupost d'1,4 milions de dòlars. L'estrella més popular de RKO d'aquesta era va ser Irene Dunne, qui va debutar amb el musical Leathernecking l'any 1930. Altres actors principals van ser Joel McCrea, Ricardo Cortez, Dolores del Río i Mary Astor. Richard Dix, nominat a l'Oscar per a la seva actuació a Cimarron, va servir com a estrella de cinema de sèrie B fins a principi de la dècada de 1940. L'equip de comèdia de Bert Wheeler i Robert Woolsey, sovint junt amb Dorothy Lee, va ser un pilar bàsic durant anys. L'adquisició de Pathé, tot i ser una inversió defensable a llarg termini per les seves instal·lacions, va ser una altra de les principals despeses assumides per la nova RKO, sobretot perquè el preu de les accions de Pathé havia estat inflat artificialment per alguns operacions financeres trampistes. Després de poc més d'un any d'operació semiautònoma dins de RKO, Pathé es va dissoldre com una unitat de producció.

### Èxit sota Selznick

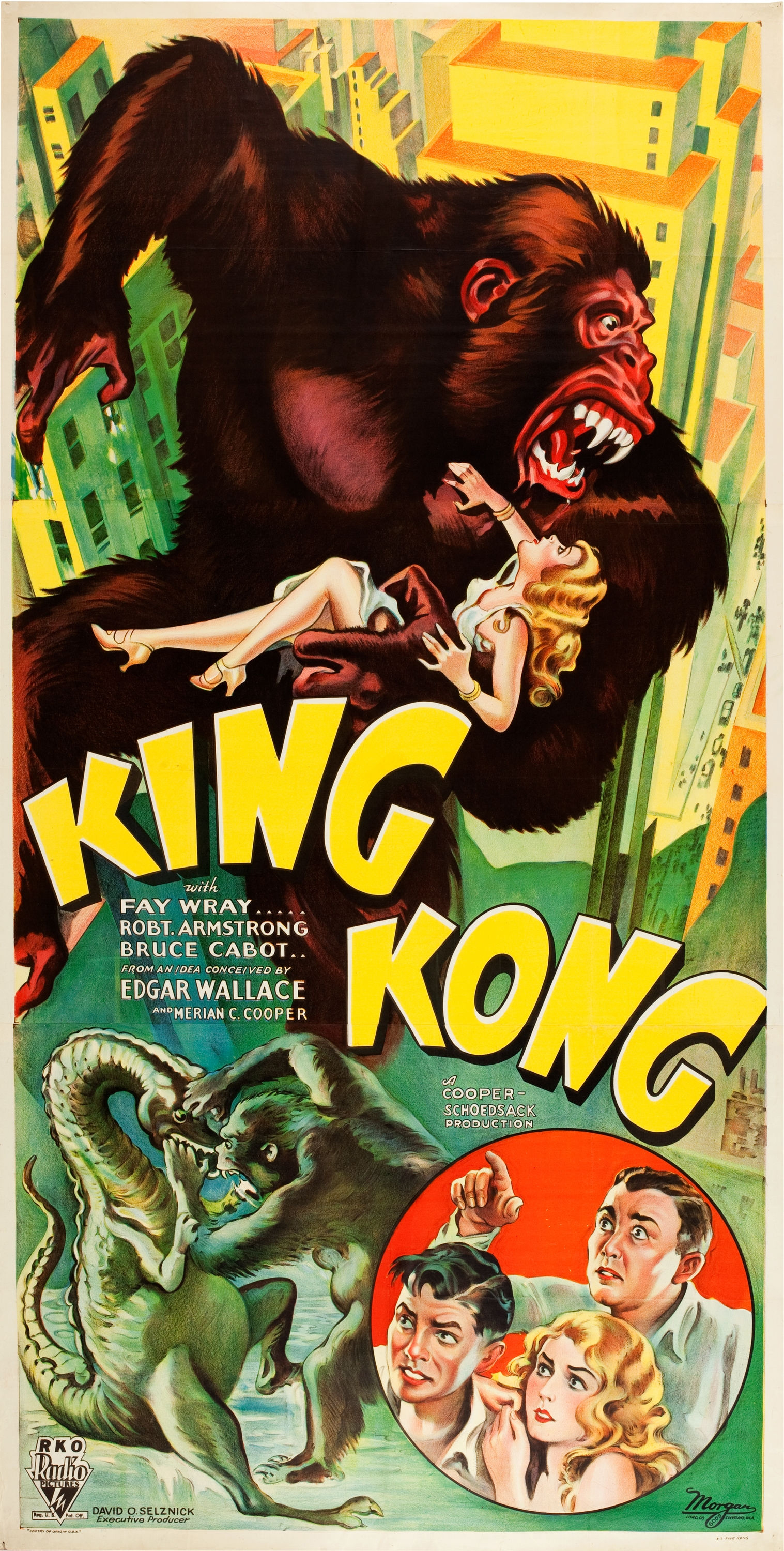
King Kong (1933)

Exceptuant pel·lícules com ara Cimarron i Rio Rita, les produccions de RKO van ser considerades com mediocres, per la qual cosa a l'octubre de 1931 Sarnoff va contractar David O. Selznick per substituir LeBaron com a cap de producció. A més d'implementar mesures rigoroses de control de costos, Selznick va defensar les unitats de producció, que donava als productors de les pel·lícules una independència molt superior a la que tenien anteriorment. La producció d'unitats institucionals, va predir, comportaria uns estalvis de costos del 30 a 40 per cent. Per fer pel·lícules sota el nou sistema, Selznick va contractar el director George Cukor i el productor i director Merian C. Cooper, i va anar donant al productor Pandro S. Berman projectes cada vegada més importants. Selznick va descobrir Katharine Hepburn i va contractar la jove actriu que ràpidament va arribar a ser una de les grans estrelles. John Barrymore també també va tenir alguns paper importants. A partir de setembre de 1932, la publicitat de les pel·lícules mostrava el nom de RKO Radio Pictures; el nom de Pathé només es va utilitzar per a noticiaris i documentals. Aquest any, la seu corporativa a la ciutat de Nova York es va traslladar al nou edifici de RKO, un gratacel Art Déco i el primer edifici del que va esdevenir el complex del Rockefeller Center.
Selznick va passar quinze mesos com a cap de producció de RKO. Va dimitir després d'una disputa sobre el control creatiu amb el nou president corporatiu Merlin Aylesworth. Un dels seus últims actes a RKO va ser acordar una prova de pantalla per a un home dansaire anomenat Fred Astaire. La tinença de Selznick va ser considerada magistral: El 1931, abans de la seva arribada, els estudis havien produït quaranta-dues pel·lícules per 16 milions de dòlars de pressupost total. El 1932, sota Selznick, es van fer quaranta-una pel·lícules per 10,2 milions de dòlars, amb una clara millora en qualitat i popularitat. Va recolzar diversos èxits importants, incloent-hi A Bill of Divorcement, amb Cukor com a director i el debut d'Hepburn, i la monumental creació de King Kong, dirigida per Merian Cooper, amb els efectes visuals de Willis O'Brien. Tot i això, degut als ingressos irregulars i els excessos del període d'abans Selznick, no va poder resistir a la Gran Depressió. Va entrar en situació de suspensió de pagaments el 1933, de la qual no va tornar a emergir fins a l'any 1940.

### Cooper al capdavant
Cooper va succeir Selznich com a cap de producció. Va supervisar dos grans èxits protagonitzats per Katherine Hepburn: Glòria d'un dia (1933), per la qual va guanyar el seu primer Oscar i Little Women (1933). Entre les produccions dels estudis, aquesta última va ser la que va tenir el major èxit de taquilla de la dècada. Quan Cooper va signar un contracte de set anys, Ginger Rogers ja havia realitzat diverses pel·lícules per RKO. Cooper la va elegir per protagonitzar el musical Volant cap a Rio de Janeiro (1933). Rogers va actuar al costat de Fred Astaire en el seu debut a la pantalla gran que per ambdós va ser l'inici d'una carrera d'estrelles. Va ser l'inici també de la carrera d'Hermes Pan, l'assistent del director de dansa, que per la seva col·laboració amb Astaire va esdevenir un dels principals coreògrafs de Hollywood.
Juntament amb Columbia Pictures, RKO es va convertir en un dels principals estudis de la comèdia screwball. William A. Seiter, relativament no conegut, va dirigir la primera contribució significativa de l'estudi al gènere, The Richest Girl in the World (1934). El drama Captius del desig (1934), dirigida per John Cromwell va ser el primer èxit de l'actriu Bette Davis. La pel·lícula Somnis de joventut de George Stevens i El delator de John Ford van estar nominades a l'Oscar a la millor pel·lícula l'any 1935. Tot i això, l'únic premi de l'acadèmia que va obtenir una producció de RKO va ser el de Ford per al millor director. Victor McLaglen (actor d'El delator) també va guanyar un Oscar i va aparèixer en una dotzena més de pel·lícules a les següents dues dècades.
A causa de la manca de recursos financers dels líders de la indústria (MGM, Paramount i Fox), RKO va realitzar una sèrie de pel·lícules de l'estil anomenat Art déco, com per exemple: L'alegre Divorciada (1934) i Barret de copa (1935). Una de les figures responsables d'aquest estil va ser Van Nest Polglase, cap de departament de disseny a la RKO. RKO, segons l'historiador James Naremore, era un estudi on hi mancava l'estabilitat dels bons actors, directors i guionistes però tenia un bon repartiment d'artistes i tècnics d'efectes visuals. Com a resultat d'això, les seves pel·lícules més importants contenien un fort element de fantasia.
Com a grup, les divisions artesanals de l'estudi es van trobar entre les més fortes de la indústria. El primer dissenyador de vestuari reconegut va ser Walter Plunkett, qui va treballar amb la companyia des del tancament de l'era de la FBO fins a la fi de 1939. Sidney Saunders, cap del departament de pintura de l'estudi, va ser el responsable dels progressos significatius en la qualitat de la retroprojecció. El 13 de juny de 1935, RKO va estrenar La fira de la vanitat, la seva primera pel·lícula rodada totalment en Technicolor de tres tires. Encara que els crítics van considerar La fira de la vanitat com un fracàs, la pel·lícula va ser àmpliament lloada per la seva brillantor visual i experiència tècnica. RKO també va contractar alguns dels artistes i artesans més destacats de la indústria, el treball dels quals mai va ser vist. Des dels primers dies de l'estudi fins a desembre de 1935, Max Steiner, un dels compositors de música més influents de l'època, va fer la banda sonor per a més de 100 pel·lícules de RKO. A part, Murray Spivak, cap del departament d'efectes d'àudio de l'estudi, va aconseguir grans avenços en l'ús de la tecnologia de re-gravació, utilitzada per primer cop a King Kong.

### Briskin i Berman
L'octubre de 1935, l'equip es va expandir amb Floyd Odlum, un financer que va liderar un conglomera que va comprar el 50 per cent de les parts de RCA. A part, els germans Rockefeller, també grans accionistes, es van involucrar cada vegada més en el negoci. Tot i que RKO va perdre Katherine Hepburn com a marca, grans estrelles com Cary Grant i Barbara Stanwyck es van unir a la llista d'actors de l'estudi. Stanwyck, però, no va tenir gaire èxit durant els seus anys. Grant, d'altra banda, es va convertir en tendència, un dels primers homes líders de l'era sonora en treballar de manera independent. Ann Sothern va protagonitzar set pel·lícules de RKO entre l'any 1935 i 1937, cinc de les quals va actuar al costat de Gene Raymond.
Poc després de la cita d'un nou cap de producció, Samuel Briskin, a la darreria de 1935, RKO va arribar a un acord de distribució important amb l'animador Walt Disney (Van Beuren, per tant, va plegar les seves operacions de dibuixos animats). Des de l'any 1936 al 1954, l'estudi va estrenar pel·lícules (i curtmetratges) entre les quals es trobava La Blancaneu i els set nans, la qual es va convertir en la pel·lícula més taquillera en el període entre El naixement d'una nació (1915) i Allò que el vent s'endugué (1939). Els logotips d'obertura i tancament a les pel·lícules van ser canviats de «Radio Pictures» a «RKO Radio Pictures» el 1936. El febrer de 1937, Selznick, ara productor independent, va assumir l'estudi de Culver City de RKO i Forty Acres. Allò que el vent s'endugué, la seva coproducció amb MGM, va ser gravada en gran part allà. A més del seu estudi central de Hollywood, la producció de RKO també va començar a treballar als voltants del seu ranxo d'Enico. Tot i que l'associació amb Disney va ser molt exitosa, el producte propi de RKO es va considerar de baixa qualitat. Briskin va marxar al final de l'any.
Pandro Berman va acceptar la posició de cap de producció de manera no interina. Tot i marxar a final de la dècada, la seva breu tinença va donar lloc a algunes pel·lícules més notables de la història de l'estudi: Gunga Din, protagonitzada per Cary Grant i Victor McLaglen; Cita d'amor, per Dunne i Charles Boyer; i El geperut de Notre-Dame (totes estrenades el 1939). Charles Laughton, actor que va tenir el paper de Quasimodo a aquesta última pel·lícula esmentada, va anar tornant a l'estudi de RKO per protagonitzar sis pel·lícules més. Per a Maureen O'Hara, que va fer el seu debut a la pantalla nord-americana a aquesta pel·lícula, va ser la primera de les deu pel·lícules que va fer per a RKO fins a 1952. Després de treballar amb Ginger Rogers per vuitena vegada en La història de Vernon i Irene Castle (1939), Fred Astaire va abandonar l'estudi.
L'estrella dels westerns de sèrie B d'aquesta època va ser George O'Brien. Ell va protagonitzar divuit pel·lícules per RKO, setze de les quals van ser gravades i estrenades entre el 1938 i 1940. The Saint in New York (1938) va ser una pel·lícula de detectius de sèrie B que, gràcies al seu èxit, va ser la primera d'una sèrie de pel·lícules del personatage Simon Templar. La sèrie còmica The Wheeler and Woolsey va acabar l'any 1937. RKO va omplir aquest buit publicant pel·lícules independents, com ara la sèrie de televisió Dr. Christian i The Flying Deuces, pel·lícula de Laurel i Hardy. L'estudi aviat va tenir la seva pròpia estrella de comèdies de sèrie B: Lupe Vélez. Els departaments tècnics de l'estudi van mantenir la seva reputació com a líders de la indústria; la unitat d'efectes especials de Vernon Walker es va fer famosa gràcies a la seva sofisticada utilització de la impressora òptica, un art que va arribar al cim amb Ciutadà Kane (1941).

### Els problemes de Kane i Schaefer

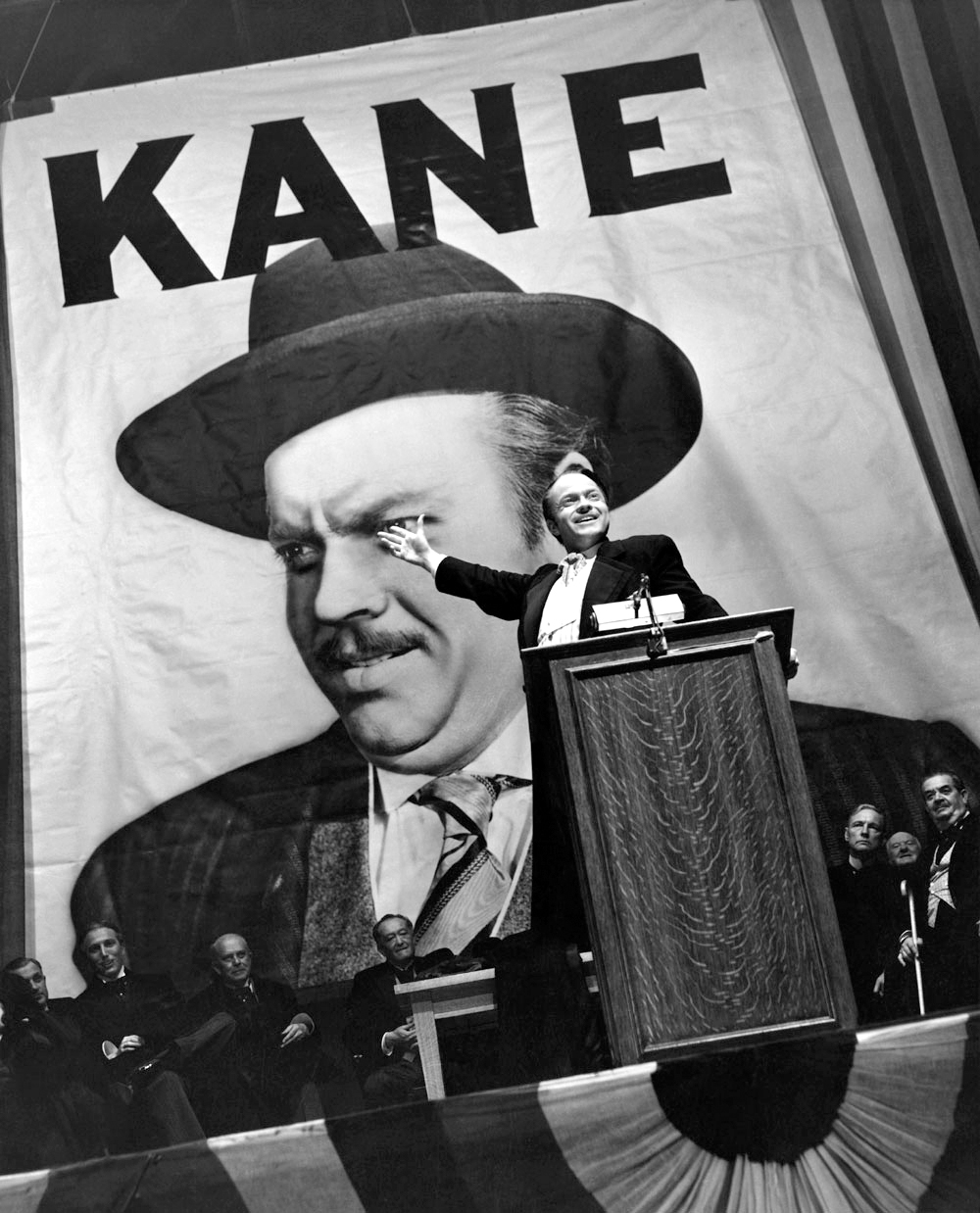
Orson Welles protagonitzant Ciutadà Kane (1941), moltes vegades considerada la millor pel·lícula de la història.

Pan Berman havia rebut el seu primer crèdit a la pantalla el 1925 com a ajudant de direcció en el Midnight Molly de FBO. Va abandonar RKO el desembre de 1939 després d'enfrontar-se a la política del president de l'estudi George J. Schaefer, qui va ser escollit un any abans pels Rockefeller i recolzat per Sarnoff. Schaefer va succeir Berman com cap de producció. Schaefer va anunciar la seva filosofia amb l'eslògan «Pel·lícules de qualitat a un preu econòmic». Estava interessat a contractar productors independents per tal de poder distribuir les seves pel·lícules. El 1941, quan RKO va disposar de les produccions de Samuel Goldwyn, va arribar a ser un dels estudis independents més prestigiosos de Hollywood. Les dues primeres pel·lícules de Goldwyn llançades per l'estudi van tenir un gran èxit: La lloba, dirigida per William Wyler i protagonitzada per Bette Davis, va obtenir quatre nominacions als Oscar, mentre que la Bola de Foc dirigida per Howard Hawks va convertir a Barbara Stanwyck en un èxit de RKO. No obstant això, Schaefer va acceptar termes tan favorables per a Goldwyn que era impossible que l'estudi guanyés diners amb les seves pel·lícules. David O. Selznick va realitzar dues pel·lícules per RKO l'any 1941: Matrimoni Original d'Alfred Hitchcock, la qual no va ser un gran èxit; i Sospita (també de Hitchcock), la qual va donar-li l'Oscar a Joan Fontaine.
Al maig, després d'haver concedit a Orson Welles el control creatiu de la pel·lícula, RKO va llançar Ciutadà Kane.[i] Tot i que va obtenir mot bones crítiques i va ser considerada com una de les pel·lícules més grans que s'havien fet mai, en aquella època va perdre diners i va provocar la ira de la cadena de diaris Hearst a RKO. L'any vinent es va produir el fracàs comercial de Els magnífics Amberson de Welles que, igual que Ciutadà Kane, va obtenir molt bones crítiques però tenia un pressupost molt elevat. Va passar el mateix amb la pel·lícula documental It's All True. Les tres produccions combinades de Welles van costar uns 2 milions de dòlars, diners importants per a una corporació que havia reportat un dèficit global d'1 milió de dòlars el 1940 i un benefici nominal d'una mica més de 500.000 dòlars el 1941.[j] Rogers, després de guanyar un Oscar el 1941 per la seva actuació a Miratge d'amor, va signar un contracte independent com el de Grant. El 17 de juny de 1942, Schaefer va presentar la seva renúncia. Va sortir d'un estudi afeblit i amb problemes, però RKO estava a punt de canviar. Impulsada pel boom de taquilla de la Segona Guerra Mundial i guiat per una nova gestió, RKO va tornar a fer una forta recuperació durant la dècada vinent.

### Koerner al capdavant
A final de juny de 1942, Odlum havia adquirit una participació majoritària en la companyia a través de la Atlas Corporation, i va poder aparta així als Rockefellers i Sarnoff. Charles Koerner, antic cap de la cadena de teatre de RKO i aliat amb Odlum, ja havia sigut cap de producció un temps abans de la sortida de Schaefer. Quan Schaefer va se'n va anar, Koerner el va succeir. En anunciar un nou lema, «Showmanship in Place of Genius: A New Deal at RKO», Koerner va portar a l'empresa una estabilitat que va durar fins a la seva mort el febrer de 1946. El canvi de fortuna de RKO va ser pràcticament immediat: els guanys van pujar de 736.244 dòlars el 1942 a 6,96 milions de dòlars a l'any següent. Els Rockefeller van vendre les seves accions i, a principi de 1943, RCA va liquidar també l'última de les seves parts en la companyia, el darrere lligam de David Sarnoff amb l'empresa que ell mateix havia concebut. El juny de 1944, RKO va crear una sucursal de producció televisiva, RKO Television Corporation que va esdevenir el primer gran taller de producció de l'aleshores nou mitjà amb Talk Fast, Mister, un drama d'una hora filmat als estudis RKO-Pathé de Nova York i emès el 18 de desembre de 1944. En col·laboració amb l'empresari mexicà Emilio Azcárraga Vidaurreta, RKO va establir l'any 1945 els Estudios Churubusco a la Ciutat de Mèxic.

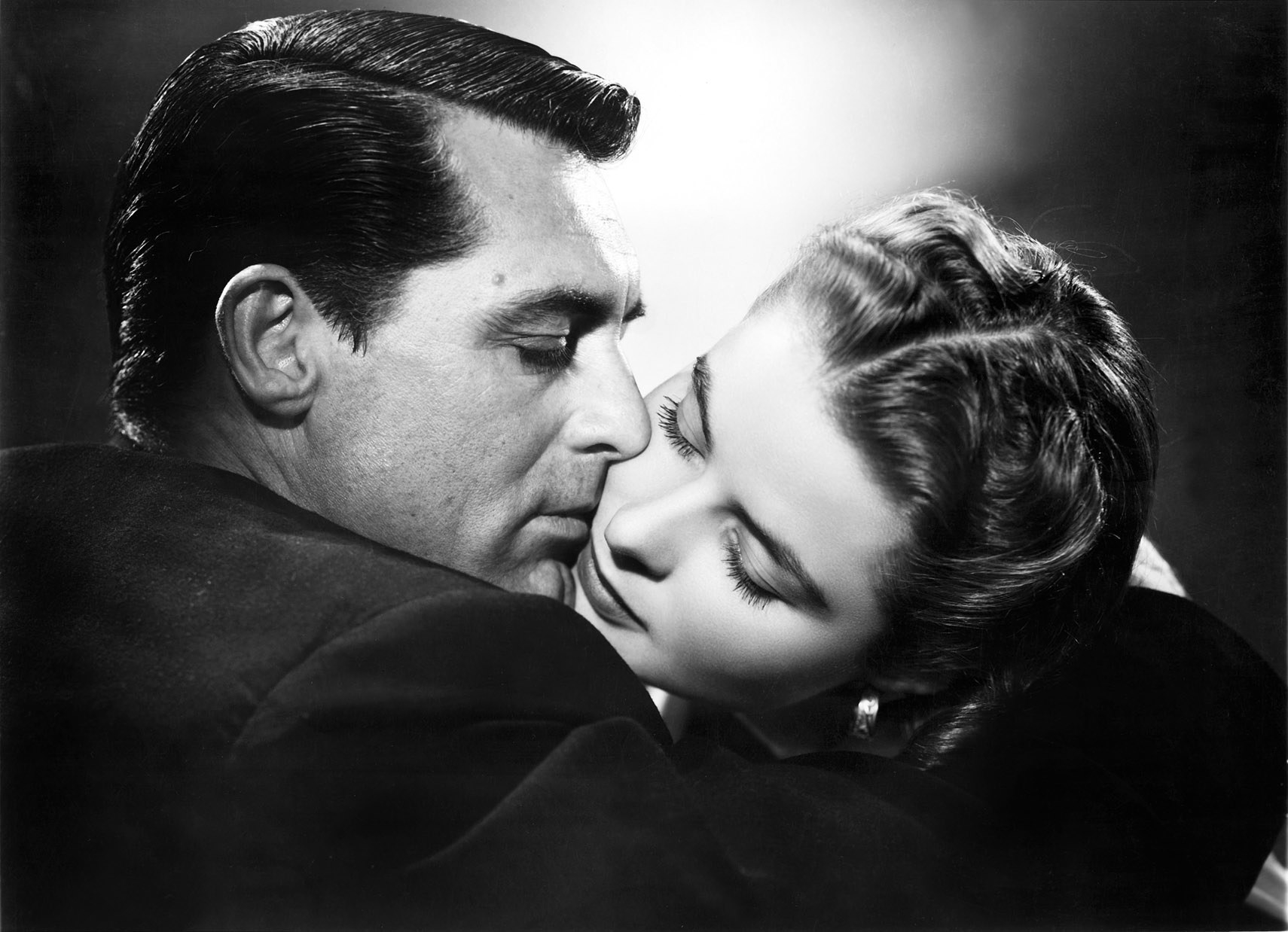
Cary Grant i Ingrid Bergman a Notorious (1946)

Amb RKO en un terreny cada cop més segur, Koerner va intentar augmentar la producció amb un pressupost considerable i amb pel·lícules protagonitzades per grans estrelles. No obstant això, les últimes grans estrelles que tenien contracte amb RKO van ser Grant, que tenia els serveis compartits amb Columbia Pictures; i O'Hara, compartits amb 20th Century-Fox. Sense estrelles pròpies, Koerner i els seus successors van acordar amb els altres estudis que deixar els seus noms més grans o contractessin algun dels artistes creixents a curt termini. Així, les pel·lícules de RKO des de mitjan anys cinquanta van oferir Bing Crosby, Henry Fonda i altres que estaven fora del rang de preu de l'estudi per a contractes prolongats. John Wayne va aparèixer a A Lady Takes a Chance (1943), prestat per part de Republic Pictures; que aviat va treballar regularment amb RKO, fent nou pel·lícules més per a l'estudi. Gary Cooper va aparèixer en les pel·lícules de RKO que eren produïdes per Goldwyn i, posteriorment, l'inici d'International Pictures. Claudette Colbert també va protagonitzar una sèrie de films de RKO. Ingrid Bergman, a préstec de Selznick, va protagonitzar al costat de Bing Crosby la pel·lícula The Bells of St. Mary's (1945), una coproducció amb el director Leo McCarey. Aquesta es va convertir en la pel·lícula més taquillera de l'any, aconseguint un benefici de 3,7 milions de dòlars per a RKO, el benefici més gran de la història de la companyia. Bergman va tornar a actuar per coproduccions com Notorious (1946) i Stromboli terra di Dio (1950), i en la producció independent Joan of Arc (1948). Randolph Scott també va aparèixer anualment en un gran llançament de RKO entre el 1943 i el 1948.
De la mateixa manera, molts directors principals van fer una o més pel·lícules per a RKO durant aquesta època, inclòs Alfred Hitchcock, amb Notorious, i Jean Renoir, amb Aquesta terra és meva (1943), protagonitzada per Laughton i O'Hara, i The Woman on the Beach (1947). RKO i Orson Welles es van unir per realitzar El desconegut (1946), una producció independent que va protagonitzar i dirigir ell. Welles la qualificaria posteriorment com la seva pitjor pel·lícula, però va ser l'única que havia aconseguit guanyar benefici en la seva primera tirada. El desembre de 1946, l'estudi va estrenar Que bonic que és viure dirigida per Frank Capra. Aquesta va ser reconeguda com una de les pel·lícules més grans de l'època daurada de Hollywood, tot i que en el seu moment va perdre més de mig milió de dòlars per RKO. El Fugitiu (1947) de John Ford i Fort Apache (1948), es van estrenar just abans que l'estudi canviés de mans. Seguidament es van estrenar La legió invencible (1949) i Wagonmaster (1950); totes quatre van ser coproduccions entre RKO i Argosy, la companyia de Ford. Dels directors que tenien un contracte a llarg termini a RKO en la dècada de 1940, el més conegut va ser Edward Dmytryk, qui va dirigir la pel·lícula Els nens de Hitler (1943). Filmat amb un pressupost de 205.000 dòlars, va ser un dels deu grans èxits de Hollywood durant aquest any.[k] Una altra pel·lícula de temàtica de guerra de baix pressupost dirigida per Dmytryk va ser Behind the Rising Sun. Aquesta va ser igual de rendible que l'anterior.

### La sèrie B com a focus principal
Molt més que els altres estudis (que junts es van anomenar Big Five), RKO es va focalitzar en les pel·lícules de sèrie B per omplir el seu calendari. De les trenta-una estrenes de RKO l'any 1944, per exemple, deu es van pressupostar per sota de 200.000 dòlars, dotze van estar en el rang de 200.000 dòlars a 500.000 dòlars, i només nou van costar més. Per contra, la majoria de les pel·lícules dels altres quatre estudis van tenir un pressupost de més de mig milió de dòlars. L'enfocament en pel·lícules de sèrie B va limitar el risc financer de l'estudi; mentre que també limitava el potencial de recompensa, RKO tenia una història de guanyar més beneficis amb els films de baix pressupost que amb les seves pel·lícules de sèrie A. Les pel·lícules de baix pressupost de l'estudi també van oferir oportunitats de formació per a nous directors. Entre aquests es van trobar Mark Robson, Robert Wise i Anthony Mann. Robson i Wise van realitzar les seves primeres tasques de direcció en conjunt amb el productor Val Lewton. La seva unitat de pel·lícules de terror especialitzada en sèrie B incloïa també al director més experimentat Jacques Tourneur. El treball atmosfèric i humorós de la unitat de Lewton, representat per pel·lícules com La dona pantera (1942), Passejant amb un zombie (1943) i Els lladres de cossos (1945), és actualment molt reconegut. Richard Dix va concloure la seva llarga carrera amb RKO amb la producció de El vaixell fantasma (1934). Tim Holt va ser l'estrella cowboy de RKO de l'època, apareixent en quaranta-sis westerns de sèrie B i més de cinquanta pel·lícules per a l'estudi. L'any 1940, Chester Lauck i Norris Goff van portar els seus famosos personatges de còmic Lum i Abner de la ràdio a RKO per realitzar un seguit de sis pel·lícules. La sèrie de detectius del personatge literari Falcon va començar el 1941. Falcon va ser interpretat per primera vegada per George Sanders, el qual havia aparegut cinc vegades com "el sant". Es va retirar després de quatre pel·lícules i va ser reemplaçat pel seu germà, Tom Conway. Conway va tenir una carrera de nou films abans que la sèrie finalitzés l'any 1946. Johnny Weissmuller va protagonitzar sis pel·lícules de Tarzan per RKO entre el 1943 i 1948. Posteriorment va ser substituït per Lex Barker.
Paral·lement, el cinema negre es podia permetre pressupostos més baixos i, per tant, es va convertir en un estil molt utilitzat per l'estudi. De fet, la pel·lícula El desconegut del tercer pis (1940) va ser vista com l'inici del període clàssic del cinema negre. El seu cinematògraf, Nicholas Musuraca, qui va començar a FBO durant els anys vint i es va quedar amb RKO fins a 1954, va ser una figura central en la creació de l'aspecte del noir clàssic. La llista d'actors l'any 1940 es va omplir amb actors de noir regulars: Robert Mitchum i Robert Ryan. Ells dos van fer més de deu pel·lícules cadascun. Gloria Grahame, Jane Greer i Lawrence Tierney també van ser actrius molt recurrents durant aquests anys. A més, George Raft va protagonitzar dos grans èxits d'aquest gènere: Johnny Angel (1945) i Nocturne (1946). Tourneur, Musuraca, Mitchum i Greer, juntament amb el grup de disseny d'D'Agostino, es van unir per fer Retorn al passat (1947), una pel·lícula que va tenir un pressupost bastant més elevat. Actualment és considerada com una de les millors pel·lícules de gènere negre. Nicholas Ray va començar la seva carrera com a director amb el noir Els amants de la nit (1948), la primera de diverses pel·lícules ben rebudes que va fer per a RKO.

### HUAC i Howard Hughes

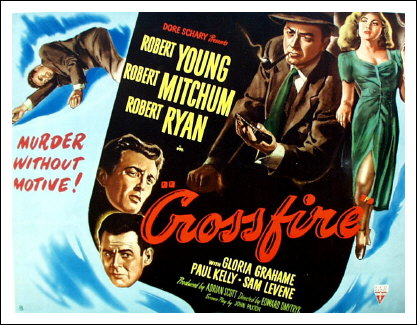
Foc creuat (1947)

RKO i la indústria cinematogràfica en general, van tenir el seu any més rendible el 1946. La producció de Goldwyn llançada per RKO, Els millors anys de la nostra vida va ser la pel·lícula de Hollywood amb més èxit de la dècada. Però l'estatut jurídic del model de negoci imperant a la indústria es va anar posant en dubte cada vegada més: la Cort Suprema dels EUA va dictaminar en Bigelow v. RKO que l'empresa era responsable dels danys i perjudicis sota els estatuts antimonopoli per haver denegat l'accés a una càmera de cinema independent a les primeres pel·lícules: una pràctica comuna entre tots els grans estudis. Amb guanys elevats, Floyd Odlum es va acomiadar venent prop del 40 per cent de les seves accions a la companyia a un grup d'empreses d'inversió. Després de la mort de Koerner, el president de Radio-Keith-Orpheum, N. Peter Rathvon, i el president de RKO Radio Pictures, Ned Depinet, van intercanviar posicions. Amb Depinet traslladant-se a les oficines corporatives de Nova York i Rathvon, traslladant-se a Hollywood i convertint-se en cap de producció. S'estava buscant un reemplaçament per Koerner. El primer dia de 1947, el productor i guionista guanyador de l'Oscar, Dore Schary, que havia estat treballant a l'estudi prestat per Selznick, va assumir el paper.
RKO va aparèixer en bona forma per aprofundir en els seus èxits recents, però l'any va portar una sèrie d'abillaments desagradables per a tots els de Hollywood. El govern britànic va imposar un impost del 75 per cent sobre les pel·lícules produïdes a l'exterior; juntament amb els impostos de confiscació i les lleis contingents aprovades per altres països, va provocar un fort descens en els ingressos estrangers. L'auge de l'assistència durant la postguerra va arribar més aviat del que s'esperava i la televisió va sorgir com a competidor per a l'audiència. Amb tot això, els beneficis van caure un 27 per cent als estudis de Hollywood entre el 1946 i 1947. El fenomen que es coneixeria com el Maccarthisme es va anar construint, i a l'octubre, la House Un-American Activities Commitee (HUAC) va començar a veure el comunisme dins la indústria cinematogràfica. Dos dels millors talents de RKO, Dmytryk i el productor Adrian Scott, es van negar a cooperar. Com a conseqüència, van ser acomiadats per RKO pels termes de la Declaració Waldorf, la promesa dels principals estudis per "eliminar qualsevol subversiu". Scott, Dmytryk i vuit persones més que també van desafiar a HUAC van quedar en la llista negra de la indústria. Irònicament, el gran èxit de l'estudi de l'any va ser Foc creuat, una pel·lícula realitzada entre Scott i Dmytryk. Odlum va concloure que era hora de sortir del negoci cinematogràfic, i va posar les seves accions restants al mercat. Abans del canvi d'any, el noticiari de Pathé es va vendre a Warner Bros. Loretta Young va guanyar el millor Oscar d'actriu per la seva actuació a The Farmer's Daughter (1947), una coproducció amb Vanguard Films de Selznick. Resultaria ser l'últim gran premi de l'Acadèmia per a una pel·lícula de RKO.
El maig de 1948, el magnat de l'aviació i el productor de pel·lícules ocasionals Howard Hughes va obtenir el control de la companyia. Durant el mandat d'Hughes, RKO va patir els seus pitjors anys, ja que el seu estil de gestió suposava una despesa molt elevada. El cap de producció, Schary, va estar a punt d'abandonar a causa de la interferència amb el seu nou cap. Al cap de poques setmanes d'haver-se apoderat, Hughes va acomiadar tres quartes parts dels treballadors. La producció es va tancar pràcticament durant sis mesos, ja que Hughes va cancel·lar diverses de les pel·lícules que Schary havia fet costat. L'any 1948, els Big Five van reduir els seus beneficis. Fox, un 11% menys i Loew's/MGM, un 62% menys. RKO pràcticament va desaparèixer: de 5,1 milions de dòlars guanyats el 1947 a 0,5 milions de dòlars. En altres paraules: un descens del 90%. L'empresa RKO mai no tornaria a obtenir guanys.
Paral·lelament, l'arrest i la condemna de Robert Mitchum per possessió de marihuana va ser àmpliament considerada com la mort professional de l'estrella jove. Hughes, però, va sorprendre la indústria anunciant que el seu contracte no estava en perill. Hughes també va decidir saltar als seus competidors per ser el primer a establir el contracte antimonopoli del govern federal contra els grans estudis, que havia guanyat una decisió crucial de la Cort Suprema a Estats Units contra Paramount Pictures, Inc. Segons el decret de consentiment signat, Hughes va acordar dissoldre la vella companyia matriu, Radio-Keith-Orpheum Corp., i dividir el negoci de distribució de producció i la seva cadena d'exposició en dues corporacions totalment independents: RKO Pictures Corp. i RKO Theaters Corp. Mentre que Hughes va retardar el procediment de divisió fins a desembre de l'any 1950 i no va vendre el seu estoc a la companyia de teatre durant tres anys més, la seva decisió d'acceptar va ser un dels passos crucials en el col·lapse del sistema d'estudis del Hollywood clàssic.

### Enfrontaments sota Hughes

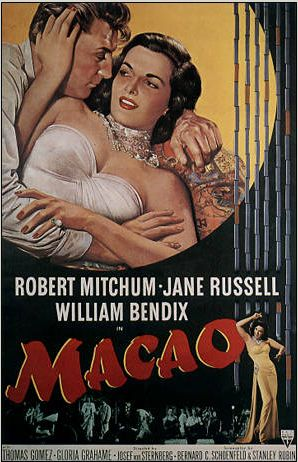
Pòster de Macao (1952) dirigida per Robert Mitchum

L'època d'Hughes a RKO va estar marcada per una disminució de la producció i una gran quantitat de pel·lícules molt cares amb poc èxit. Tot i això, l'estudi va continuar produint algunes pel·lícules ben rebudes sota els caps de producció Sid Rogell i Sam Bischoff, encara que ambdós es van cansar de la intromissió d'Hughes i van deixar els seus càrrecs després de menys de dos anys. (Bischoff seria l'últim home que ocupés el càrrec amb Hughes). Va haver-hi pel·lícules de cinema negre de sèrie B com The Window (1949), la qual es va convertir en un èxit, i Combat trucat (1949), la qual va guanyar el Critic's Prize al Festival de Cannes. L'enigma d'un altre món (1951), un drama de ciència-ficció coproduït es va convertir en un clàssic del gènere. El 1952, RKO va estrenar dues pel·lícules dirigides per Fritz Lang, Encobridora i Clash by Night. Aquesta última va ser un projecte del famós equip de producció creat entre Jerry Wald i Norman Krasna.
La companyia també va començar una a desenvolupar una estreta relació de treball amb Ida Lupino. Va protagonitzar dues pel·lícules de suspens amb Robert Ryan i Nicholas Ray a Terreny perillós (1952, encara que el rodatge s'havia completat dos anys abans) i Beware, My Lovely (1952), una coproducció entre RKO i l'empresa de Lupino, The Filmakers. De més nota històrica, Lupino va ser l'única directora femenina de Hollywood durant el període; de les cinc pel·lícules que The Filmakers va fer amb RKO, Lupino va dirigir-ne tres, incloent-hi The Hitch-Hiker (1953). Exposant per primera vegada a molts cinèfils del cinema asiàtic, RKO va distribuir Rashomon d'Akira Kurosawa als Estats Units setze mesos després del seu llançament original de l'any 1950 al Japó. Els únics èxits durant els anys cinquanta que van sorgir durant aquest període van ser El fabulós Andersen (1952) de Goldwyn i Peter Pan (1953) de Disney.
A principis de l'any 1952, Hughes va batre un plet per part del guionista Paul Jarrico, que havia estat atrapat en l'última ronda d'audiències HUAC-Hughes per la qual havia estat acomiadat i va treure el seu nom dels crèdits d'un recent llançament. Posteriorment, el propietari de l'estudi va ordenar a 100 empleats de RKO "abandonar-los" mentre establia una "oficina de seguretat" per supervisar un sistema de veto ideològic. Hughes va declarar que "No s'utilitzarà el treball dels simpatitzants comunistes". A mesura que es van anar traient més crèdits, alguns de la indústria van començar a qüestionar si la recerca de subversius d'Hughes servia principalment com una bona raó per reduir encara més les despeses de producció.
Al setembre, Hughes i el seu president corporatiu, Ned E. Depinet, van vendre el seu estoc d'estudi de RKO a un sindicat de Chicago sense experiència en el negoci del cinema. El regnat caòtic del sindicat va durar fins a febrer del 1953, any en què Hughes va tornar a adquirir el control i les accions. La pèrdua neta de l'estudi el 1952 va ser de més de 10 milions de dòlars. Durant els diferents problemes, Samuel Goldwyn va deixar d'utilitzar la distribució de les seves pel·lícules amb RKO després d'11 anys de col·laboració. El ranxo d'Encino va tancar definitivament el 1953 i la propietat va ser venuda. Al novembre, Hughes finalment va complir les seves obligacions, desposant els Teatres de RKO. Albert A. List va comprar el control de l'empresa i el va canviar el nom a List Industries. Hughes aviat es va trobar amb cinc demandes diferents per part d'accionistes minoritaris de RKO que l'acusaven de malversació en els seus tractes amb el grup de Chicago i una àmplia varietat d'actes de mala administració.
Amb la intenció de prevenir els problemes legals imminents, a principis de 1954, Hughes es va oferir a comprar tots els altres accionistes de RKO. Convençut que l'estudi s'enfonsava, Walt Disney va trencar amb el seu acord amb RKO i va crear la seva pròpia firma de distribució, Buena Vista Pictures. A final d'any, a un cost de 23,5 milions de dòlars, Hughes havia guanyat gairebé el control total de RKO Pictures, i així va esdevenir el primer propietari únic d'un estudi des dels dies pioners de Hollywood. Virtual, però no gaire real. Floyd Odlum es va reincorporar per bloquejar a Hughes d'adquirir el 95 per cent de propietat de RKO, que era el que necessitava per amortitzar les pèrdues de la companyia contra els seus ingressos en altres llocs. Amb les negociacions estancades entre ambdós, el juliol de 1955, Hughes va vendre RKO Pictures a la Companyia General Tire per 25 milions de dòlars. Per a Hughes, aquest va ser el final en el negoci del cinema. L'historiador Betty Lasky descriu la relació d'Hughes amb RKO com una "violació sistemàtica de set anys".

### General Tirei la desaparició de l'estudi
En prendre el control de l'estudi, General Tire va restaurar els enllaços que tenia RKO amb la radiodifusió. L'any 1943, General Tire havia comprat la Xarxa Yankee, una xarxa de ràdio regional de Nova Anglaterra. El 1950, va adquirir el sistema de radiodifusió regional de la Costa Oest de Don Lee. Dos anys més tard va adquirir el Servei de Radiodifusió de Bamberger, la qual era propietària de WOR TV i les estacions de ràdio de Nova York. Aquesta última adquisició va donar al comandament de General Tire el control de la Mutual Broadcasting System, una de les principals xarxes de ràdio d'Amèrica. General Tire llavors va fusionar els seus interessos de transmissió en una nova divisió, el General Teleradio.
Thomas O'Neil, fill del fundador de General Tire, William O'Neil, i president del grup de radiodifusió, va veure que les noves televisions de l'empresa necessitaven programació. Amb la compra de RKO, la biblioteca de l'estudi era seva, i els drets de les 742 pel·lícules a les quals RKO va mantenir un títol clar es van posar a la venda ràpidament. C&C Television Corp., filial del fabricant de begudes Cantrell & Cochrane, va guanyar la licitació el desembre de 1955. Aviat va oferir les pel·lícules a estacions independents en un paquet anomenat "MovieTime USA". RKO Teleradio Pictures, la nova empresa creada a partir de la fusió del General Teleradio i l'estudi RKO, va mantenir els drets de difusió a les ciutats on posseïa televisions. El 1956, les pel·lícules clàssiques de RKO estaven sent emeses a la televisió, cosa que va permetre a moltes persones veure pel·lícules com Ciutadà Kane per primera vegada. Els 15,2 milions de dòlars nord-americans que RKO va guanyar mitjançant l'acord, va convèncer els altres grans estudis que les seves pel·lícules tenien un potencial de beneficis, un punt d'inflexió en la forma en què Hollywood feia negocis.
Els nous propietaris de RKO van fer un esforç per reactivar l'estudi. Per aconseguir-ho van contractar al productor veterà William Dozier per liderar la producció. Durant la primera meitat de 1956, les instal·lacions de producció van estar molt ocupades. RKO Teleradio Pictures va llançar les últimes dues pel·lícules nord-americanes de Fritz Lang, Mentre Nova York dorm i Més enllà deldubte (ambdues el 1956). Tot i això, els anys de mala gestió havien expulsat molts directors, productors i estrelles. L'estudi també es va realitzar un últim conjunt de pel·lícules de sèrie B com La perla del Pacífic del sud (1955) i El conqueridor de Mongòlia (1956). Aquesta última va estar protagonitzada per John Wayne, cosa que la va convertir en l'èxit més gran produït a l'estudi durant la dècada. Encara que, els 4,5 milions de dòlars a la taquilla nord-americana no van arribar a cobrir els seus costos de 6 milions de dòlars que havia costat la pel·lícula.
Després d'un any i mig sense tenir cap èxit notable, General Tire va tancar la producció a RKO el 31 de gener de 1957. Les instal·lacions de Hollywood i Culver City es van vendre més tard al mateix any per 6,15 milions de dòlars a Desilu Productions, propietat de Desi Arnaz i Lucille Ball, la qual havia estat contractada per RKO des de l'any 1935 fins a 1942. L'any 1967, Desilu va ser adquirida per Gulf and Western Industries i es va unir a l'altra productora de G + W, Paramount Pictures. A part, l'exestudi de RKO Hollywood es va convertir en part de Paramount Television, la qual, actualment, treballa sota el nom de CBS Television Studios. L'estudi renovat de Culver City, actualment, té propietari i opera com a instal·lació de producció independent. Forty Acres, la unitat secundària de Culver City, va ser tancada a mitjan anys setanta. L'any 1959, List Industries, l'ex RKO Theaters Corp., va ser adquirida per Glen Alden Corp. Després de l'adquisició del grup de teatre Stanley Warner l'any 1967 de Glen Alden, les dues cadenes es van unir i van crear la RKO-Stanley Warner Theaters. L'any 1971, Cinerama va comprar el circuit d'exposició de Glen Alden.
Amb el tancament de la producció, RKO també va tancar els seus intercanvis de distribució. A partir de l'any 1957, les pel·lícules van ser publicades a través d'altres empreses, principalment a través de Universal-International, actualment coneguda com a Universal Studios. La última pel·lícula de RKO, Verboten!, una coproducció amb Globe Enterprises del director Samuel Fuller, va ser llançada per Columbia Pictures al març de 1959. Aquest mateix any, "Pictures" va quedar desposseïda de la identitat corporativa; el grup d'empreses de l'operació de difusió de General Tire i els pocs actius de pel·lícules van ser reanomenats RKO General. El 5 de juliol de 1957, RKO Japan, Ltd. es va vendre a Disney Productions i British Commonwealth Film Corporation.

## RKO General
A partir dels anys cinquanta fins a la fi de la dècada de 1980, una de les principals emissores de ràdio i televisió dels Estats Units va ser RKO General. El 1952, l'empresa va unir els seus interessos de difusió en una divisió anomenada General Teleradio. Amb l'adquisició de l'estudi de cinema de RKO per part de l'empresa fabricant de pneumàtics (General Tire), es va canviar el nom a RKO Teleradio Pictures. El 1959, després de la ruptura de l'estudi cinematogràfic, es va donar a la divisió de l'estudi. Com a resultat d'aquesta ruptura va néixer RKO General, estudi el qual funcionaria durant tres dècades. A més de les seves activitats de radiodifusió, RKO General va ser també la companyia propietària de molts altres negocis, incloent-hi l'embotellament de begudes, d'empreses hoteleres i, durant disset anys, de Frontier Airlines.
La línia de ràdio general de RKO va incloure algunes de les cadenes de música populars més valorades i més influents d'Amèrica del Nord. El maig de 1965, KHJ (AM) de Los Angeles va introduir el top 40 de Boss Radio. L'estil de programació d'aquesta cadena aviat va ser adoptat per moltes de les altres estacions de RKO i va ser imitat per radiodifusors que no formaven part de RKO. L'estació d'FM de RKO a Nova York va ser pionera en nombrosos formats radiofònics. L'any 1983 es va convertir en una de les primeres grans estacions a programar regularment música rap. El 1979, RKO General va crear la RKO Radio Network, la qual sembla la primera xarxa de radiodifusió enllaçada via satèl·lit.
Les cadenes de televisió de la companyia, majoritàriament les que no estaven afiliades a la xarxa, van ser conegudes per transmetre pel·lícules clàssiques (produccions RKO i moltes més) sota la pancarta de Million Dollar Movie. El juny de 1962, RKO General i Zenith Electronics van iniciar el que es va convertir en el primer projecte de servei de subscripció: a principis de 1969, les pel·lícules de televisió i altres espectacles en viu eren emesos sense publicitat. No obstant això, el llegat més rellevant de RKO General van ser les llicències de pel·lícules que tenia l'empresa.

## Encarnacions posteriors
Començant amb Digue'm Sr. Charly (1981), RKO General es va involucrar en la coproducció d'una sèrie de llargmetratges i projectes televisius a través d'una filial creada tres anys abans, RKO Pictures Inc. En col·laboració amb Universal Studios, RKO va estrenar cinc pel·lícules durant els pròxims tres anys. Encara que l'estudi va treballar freqüentment amb famosos, aquestes van tenir poc èxit. Alguns exemples són Burt Reynolds i Dolly Parton a The Best Little Whorehouse in Texas, Jack Nicholson a The Border, i Nastassja Kinski a Cat People. Amb Plenty (1985), una pel·lícula protagonitzada per Meryl Streep, RKO va començar a realitzar projectes sense col·laboradors. Van seguir pel·lícules com el thriller eròtic El carrer de la mitja lluna (1986) i el drama El turó de l'hamburguesa (1987). La producció va acabar quan GenCorp va experimentar una reorganització massiva després d'un intent d'adquisició hostil. Amb RKO General desmantellant el seu negoci de difusió, RKO Pictures Inc., juntament amb la marca registrada original de RKO, els drets de remake i altres actius es van posar a la venda. Després d'una oferta del mateix equip directiu de RKO Pictures, els administradors van fer un tracte amb Wesray Capital Corporation per comprar RKO a Entertainment Acquisition Co., entitat de compra creada recentment. La venda es va completar a la fi de 1987, i Wesray va vincular RKO amb els seus parcs d'atraccions Six Flags per formar RKO/Six Flags Entertainment Inc.
El 1989, RKO Pictures, la qual no havia produït cap pel·lícula mentre estava sota el control de Wesray, es va tornar a disparar. Dina Merrill i el seu marit, la productora Ted Hartley, van adquirir un interès majoritari i van fusionar la companyia amb el seu Pavelló de Comunicacions. Després d'un breu període com RKO/Pavilion, el negoci es va reorganitzar com RKO Pictures LLC. Amb la producció inaugural de RKO sota la propietat de Hartley i Merrill, False Identity (1990), la companyia va entrar en el negoci de distribució. El 1992 es va estrenar Laws of Gravity, una producció independent, dirigida per Nick Gomez. El proper llançament significatiu de RKO va ser El gran goril·la (1949), un remake d'una pel·lícula de RKO de l'any 1949 que era en si mateix un remake de King Kong. A principis dels anys 2000, la companyia va participar com a coproductora a pel·lícules de televisió. El 2003, RKO va coproduir una versió escènica a Broadway de la pel·lícula En ales de la dansa sota el títol Never Gonna Dance.
El 2003, a més, RKO Pictures va iniciar una batalla legal amb Wall Street Financial Associates (WSFA). Hartley i Merrill van afirmar que els propietaris de WSFA els van induir fraudulentment a signar un contracte d'adquisició per comprar RKO amb la intenció només de desmuntar-la. WSFA va sol·licitar una ordre preliminar que prohibia als propietaris majoritaris de RKO de vendre els seus interessos de la companyia a tercers. La moció de WSFA va ser denegada el juliol de 2003, alliberant a RKO per tractar amb un altre comprador, InternetStudios.com. L'any 2004, la venda prevista va disminuir quan InternetStudios.com va plegar. La participació de la companyia en la nova producció cinematogràfica va continuar centrant-se en els seus drets de remake com, per exemple Are We Done Yet?. El 2009 es va estrenar Beyond a Reasonable Doubt, una nova versió d'una pel·lícula de RKO que havia sigut dirigida per Fritz Lang i va rebre una qualificació del 7% a Rotten Tomatoes. Dos anys abans, RKO havia anunciat el llançament d'una divisió de terror, Roseblood Movie Company. Una versió escènica de Barret de copa va estrenar-se a Gran Bretanya durant el segon semestre del 2011. Les produccions de pel·lícules més recents de RKO són A Late Quartet (2012), la qual va rebre bones crítiques, i el "flop", Barely Lethal.

## Biblioteca de l'estudi
Com a titular dels drets d'autor, RKO Pictures LLC és propietària de totes les marques comercials i logotips connectats amb RKO Radio Pictures Inc., així com els drets sobre històries, guions (amb 800 a 900 guions que no es van arribar a produir), remakes, seqüeles i preqüeles connectats amb la biblioteca RKO. Tanmateix, els drets de televisió, vídeo i distribució teatral estan en mans dels Estats Units i Canadà. A part, l'any 1971 els drets de vídeo de la majoria de la biblioteca del cinema de RKO es van vendre en una subhasta després que els titulars anessin a la fallida. Els drets subhastats es van dividir entre United Artists i Marian B. Inc. (MBI). El 1984, MBI va crear una subsidiària, Marian Pictures Inc. (MBP), a la qual va transferir la seva part dels drets de RKO. Dos anys més tard, les filials de GenCorp, RKO General i RKO Pictures, van recomprar els drets controlats per MBP.
Mentrestant, els artistes nacionals havien estat adquirits per MGM. El 1986, la considerable biblioteca de MGM/UA, inclosos els seus drets de RKO, va ser comprada per Turner Broadcasting System per a la seva nova divisió Turner Entertainment. Quan Turner va anunciar plans per acolorir deu de les pel·lícules de RKO, GenCorp es va resistir, reclamant infraccions de drets d'autor, que van portar a ambdues parts a presentar demandes judicials. Durant el breu episodi de Wesray a RKO Pictures, Turner va adquirir molts dels drets de distribució que havien retornat a RKO a través de MBP, així com els drets de teatre i els drets de televisió originalment retinguts de C&C per a les ciutats on estaven a les estacions de RKO. Els nous propietaris de RKO també van permetre a Turner avançar amb la colorització de la biblioteca. A principis de 1989, Turner va declarar que seria, ni més ni menys, Ciutadà Kane. Després de la revisió del contracte creatiu de Welles amb RKO, aquest pla va ser abandonat. L'octubre de 1996, Turner Broadcasting es va fusionar amb Time Warner (ara WarnerMedia), la qual, actualment, controla la distribució de la major part de la biblioteca de RKO a Amèrica del Nord.
La propietat dels principals drets a Europa per la distribució de televisió i vídeo de la biblioteca de RKO es divideix per països: al Regne Unit, molts dels drets de RKO són actualment a càrrec d'Universal Studios. El 1981, la RAI (radiotelevisione Italiana), el servei de radiodifusió pública, va adquirir els drets italians a la biblioteca RKO, que ara comparteix amb Fininvest de Silvio Berlusconi. A França, els drets són exercits per Ariès. L'any 1969, els drets alemanys van ser adquirits per KirchGruppe en nom de la seva divisió KirchMedia, la qual va fallar l'any 2002. EOS Entertaintment's Beta Film va comprar molts dels drets de KirchMedia l'any 2004, i la seva distribució és ara distribuïda per Kineos, creada el 2005 com una empresa conjunta Beta Film-KirchMedia. Les pel·lícules de Disney originalment distribuïdes per RKO, actualment, són propietat i estan totalment controlades per The Walt Disney Company. Els drets de moltes altres produccions independents distribuïdes per l'estudi, així com algunes coproduccions notables, estan en noves mans. La majoria de les pel·lícules de Samuel Goldwyn són administrades per Warner Bros. a Amèrica del Nord i Miramax en l'àmbit internacional. Que bonic que és viure, coproduïda per la Liberty Films de Frank Capra, i The Bells of St. Mary's, coproduïda per Rainbow Productions de Leo McCarey, són propietat de Viacom, a través de la seva adquisició indirecta de Republic Pictures, l'anterior National Telefilm Associates. Notorius, una coproducció entre RKO i Vanguard Films de David Selznick, ara és propietat de Disney, mentre que els drets de vídeo a casa estan controlats actualment per MGM. El desconegut, de William Goetz, ha estat de domini públic des de 1973. Durant la primera meitat de la dècada de 1930 es van publicar divuit pel·lícules produïdes per la mateixa RKO, inclosa la Dixiana, juntament amb diverses produccions posteriors, incloent-hi versions destacades com The Animal Kingdom, Ocell del paradís, Captius del desig, Cita d'amor, The El geperut de Notre-Dame, i Sabien què volien, també van acabar en domini pùblic. A la fi de la dècada de 1950, Hughes va comprar Jet Pilot i El conqueridor de Mongòlia de RKO Teleradio; el 1979, Universal va adquirir els drets d'aquesta última.

## Identificació
La major part de les pel·lícules publicades per RKO Pictures entre els anys 1929 i 1957 tenen una identificació inicial que mostra la famosa marca comercial de l'estudi, el món de la filatura i la torre de ràdio, anomenada "Transmissor". Es va inspirar en una torre de dos-cents metres construïda a Colorado per un amplificador elèctric gegant, o la bobina Tesla, creada per l'inventor Nikola Tesla. Orson Welles es va referir al disseny com el seu "favorit entre els vells idents, no només perquè era sovint un portent fiable... Ens recorda que escoltem". La identificació de tancament de l'estudi, un triangle que envoltava un raig, també va ser una marca coneguda. En lloc del transmissor (torre de ràdio), moltes de les pel·lícules de Disney i Goldwyn llançades per l'estudi van aparèixer originalment amb versions acolorides de l'identificador de tancament de RKO com a part de la seqüència principal del títol. Durant dècades, les re-estrenes d'aquestes pel·lícules tenien Disney/Buena Vista International i MGM/Goldwyn en substitució de les insígnies RKO, però en moltes edicions de Blu-ray i DVD recents s'han restaurat les identificacions originals.